# Teatro Vinohrady
El Teatro Vinohrady (en checo Divadlo na Vinohradech) es un teatro modernista  en Vinohrady, Praga . 
Inició su construcción el 27 de febrero de 1905, y se inauguró el 24 de noviembre de 1907. Proyectado por el arquitecto Alois Čenský, más tarde sería remodelado/reconstruido por los arquitectos Antonín Turek y Joseph Mocker. Tiene estatuas de Milan Havlíček y una cortina pintada por Vladimír Županský, que representa una musa desnuda.
La primera obra representada fue “Godiva” de Jaroslav Vrchlický. Entre los dramaturgos asociados al teatro, Viktor Dyk estuvo activo hadsta 1915.
Sirvió como teatro del ejército checoslovaco desde otoño de 1950 hasta enero de 1966. Durante la Revolución de Terciopelo, hubo una manifestación fuera del teatro, donde la actriz Vlasta Chramostová preguntó a la gente: "¿Si no es así, cuándo? ¿Si nosotros no, quiénes?"